# Парламентские выборы в Болгарии (ноябрь 2021)
Парламентские выборы в Болгарии в ноябре 2021 года — внеочередные парламентские выборы, назначенные в Болгарии на 14 ноября 2021 года, после того как ни одна партия не смогла или не пожелала сформировать правительство дважды, после выборов в апреле 2021 года и после выборов в июле 2021 года. Парламентские выборы прошли одновременно с выборами президента Болгарии.

## Избирательная система
240 членов Национального собрания избираются пропорциональным представительством по методу закрытого списка в 31 многомандатных округов. Каждый из них представлен в парламенте 4 — 16 местами. Избирательный порог составляет 4 %. Также будут оборудованы избирательные участки за границей. Несколько десятков участков будут открыты в Турции, США, Германии и Испании.

## Новая партия «Продолжаем перемены»
Помимо партий, принимавших участие в предыдущих выборах, появилась новая коалиционная партия «Продолжаем перемены», которую возглавили Кирил Петков и Асен Василев — два бывших служебных министра (экономики и финансов) в переходном правительстве Стефана Янева (с 12 мая по 16 сентября 2021 года), которая стала активно набирать популярность.

## Основные участники
- коалиция Продолжаем перемены (в том числе Вольт Европа, вышедшая из «Вставайте! Мафия вон!»)
- коалиция ГЕРБ—СДС
- протурецкая партия Движение за права и свободы (ДПС)
- Болгарская социалистическая партия (БСП)
- «Есть такой народ»
- коалиция Демократическая Болгария (Демократы за сильную Болгарию, Зелёные)
- коалиция Вставай, Болгария! Мы идём! («Движение 21», Движение «Болгария граждан», Единая народная партия, Болгарский земледельческий народный союз — Народный союз)
- коалиция Болгарских патриотов
- партия Возрождение

## Итоги
Коалиция «Продолжаем перемены» набрала 25,65 % и получила 67 мандатов, партия «Граждане за европейское развитие Болгарии» — 22,80 % голосов и 59 мандатов, протурецкая партия «Движение за права и свободы» — 13,17 % голосов и 34 мандата, Болгарская социалистическая партия — 10,26 % голосов и 26 мандатов, партия «Есть такой народ!» — 9,52 % голосов и 25 мандатов. Коалиция Демократическая Болгария получила 6,34 % голосов и 16 мандатов, партия Возрождение — 4,86 % голосов и 13 мандатов.
Таким образом новосозданная партия Продолжаем перемены получила существенное количество голосов и получит приоритетный мандат для формирования правительства, другие ведущие партии (Есть такой народ, Болгарская социалистическая партия (БСП), Демократическая Болгария) значительно потеряли голоса и мандаты по сравнению с предыдущими выборами, партия Вставай, Болгария! Мы идём! не смогла пройти в парламент, но партия Возрождение преодолела планку и вошла в парламент с небольшим количеством мандатов. Так как множество партий имеют лишь небольшое количество мест, для создания правительственной коалиции может потребоваться объединение четырёх партий.
Увидев неудачные результаты выборов, председатель БСП Корнелия Нинова заявила об отставке, однако в отставку так и не вышла.

## Распределение мест в парламенте по результатам выборов
| 67                  | 59         | 34                                | 26                                       | 25               | 16                       | 13          |
| Продолжаем перемены | ГЕРБ — СДС | Движение за права и свободы (ДПС) | Болгарская социалистическая партия (БСП) | Есть такой народ | Демократическая Болгария | Возрождение |

## Формирование правительства

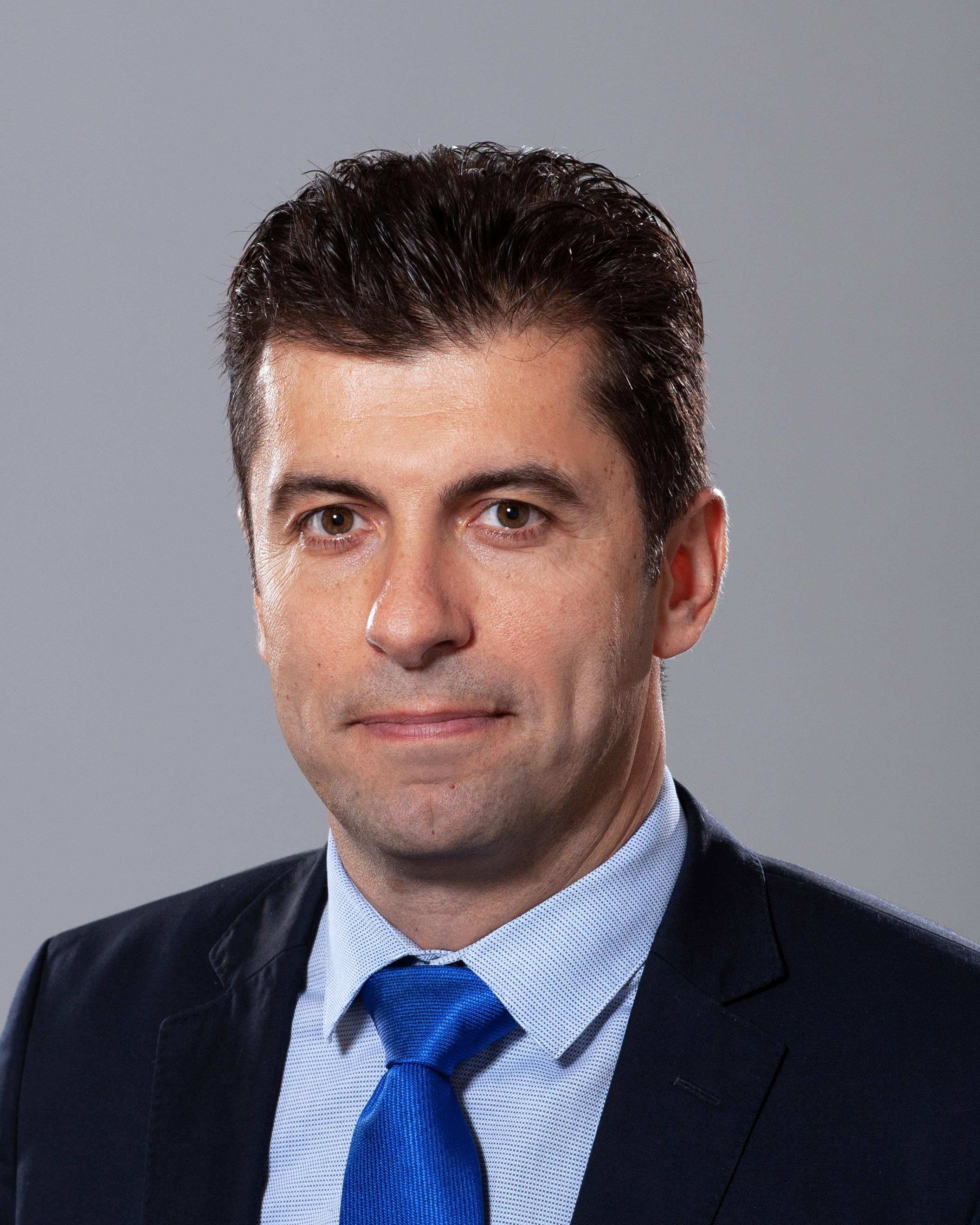
Премьер-министр Кирилл Петков

Переговоры о заключении «Коалиционного соглашения» о составе нового правительства шли между партиями Продолжаем перемены, БСП, Есть такой народ и Демократическая Болгария. Партии решили, что каждой из них будут свои представители в правительстве, а также свой вице-премьер. 29 ноября Румен Гечев из БСП в эфире общественного телеканала БНТ заявил, что места в новом правительстве будут распределены пропорционально присутствию каждой из партий в новом Народном собрании: 8 мест получит партия Продолжаем перемены, 4 места — БСП, 3 — Есть такой народ, 2 — Демократическая Болгария. 4 декабря Кирилл Петков, выдвинутый на пост премьер-министра от партии Продолжаем перемены, в интервью телеканалу bTV сообщил, что министр внутренних дел в служебном правительстве Бойко Рашков останется на своём посту и в составе регулярного кабинета министров.
10 декабря 2021 года «Коалиционное соглашение» было подписано упомянутыми четырьмя партиями, при этом была определена структура правительства Болгарии из 19 министров и двух чрезвычайных должностей. 10 мест получила партия Продолжаем перемены, по 4 министерства — БСП и Есть такой народ, три министерства — Демократическая Болгария.